# ویکتور نیرنولد
ویکتور نیرنولد (انگلیسی: Victor Nirennold؛ زادهٔ ۵ آوریل ۱۹۹۱) بازیکن فوتبال اهل فرانسه است.
از باشگاه‌هایی که در آن بازی کرده‌است می‌توان به باشگاه فوتبال فلیتوود اشاره کرد.